# Coalition de la dignité
Pour les articles homonymes, voir Al Karama.
La Coalition de la dignité (arabe : ائتلاف الكرامة) ou Al Karama est un parti politique tunisien islamiste, populiste et francophobe dirigée par Seifeddine Makhlouf. Elle se construit en réaction de la décision d'Ennahdha d'abandonner l'islamisme militant.

## Histoire
Son dirigeant Seifeddine Makhlouf, connu pour avoir été avocat de la défense pour des salafistes présumés, se présente à l'élection présidentielle de 2019, où il recueille 147 351 voix au premier tour, soit 4,37 % des voix. Il remporte notamment la majorité des votes de la diaspora établie en France. Le parti se présente également aux élections législatives où il remporte 21 sièges. Il ne s'oppose pas à un gouvernement de coalition avec Ennahdha, mais refuse tout accord avec le parti Au cœur de la Tunisie,.
Le 10 octobre 2019, Makhlouf déclare que « la France est le pays le plus important pour la Tunisie » lors d'une conférence au cours de laquelle il nie avoir appelé à rompre les relations diplomatiques avec la France et à expulser son ambassadeur, un changement de ton qualifié de « virage à 180 degrés ».
Le 20 décembre, trois députés annoncent leurs démission du bloc parlementaire : Rached Khiari, Miled Ben Dali et Faker Chouikhi.
Début 2020, deux députés rejoignent le bloc parlementaire : il s'agit de Sahbi Smara (indépendant) et Ahmed Ben Ayed (Errahma).
La coalition devient un parti en mai 2021.
Le 25 août, le parti annonce des modifications au sein de ses structures dirigeantes, de ce fait Ahmed Belghith remplace Makhlouf comme porte-parole et Yosri Daly remplace Abdellatif Aloui comme président du bureau politique.
Le 26 avril 2022, dans le contexte de la crise politique, Ahmed Néjib Chebbi annonce la formation d'un Front de salut national composé de partis et mouvements tels que Ennahdha, Au cœur de la Tunisie, la Coalition de la dignité, Hizb el-Harak, Al Amal ainsi que des groupes de « citoyens contre le coup d'État » pour s'opposer au président Kaïs Saïed.

## Membres
La coalition comprend des indépendants, ainsi que les partis suivants :
- Parti de la justice et du développement (ar) ;
- Parti du front de la réforme (ar) ;
- Congrès pour la République[14] (clan Samir Ben Amor, 19 mai-27 juin 2019).

## Positionnement et controverses
La Coalition de la dignité prône l'inscription de la charia dans la Constitution, est opposée à l'égalité homme-femme dans l'héritage, pour la peine de mort, et pour la poursuite de la criminalisation de l'homosexualité. Seifeddine Makhlouf se fait connaître pour ses propos jugés francophobes et particulièrement virulents à l'égard de la France, dont il considère qu'elle « occupe » la Tunisie et « vole » ses richesses, et dont il exige des excuses pour les 70 ans de colonisation sous peine, s'il devait être élu, de rompre les accords franco-tunisiens. Il s'oppose également à l'utilisation du français en Tunisie.
La coalition à travers quelques de ses dirigeants, en l'occurrence Seifeddine Makhlouf, accuse l'Union générale tunisienne du travail (UGTT) de corruption et d'avoir détruit la révolution, ce qui vaut une réponse judiciaire de la part de la centrale syndicale,. En février 2020, un autre épisode du bras de fer entre les deux parties a lieu, sur le dossier d'un lycée pour non-voyants suspecté d'être le lieu de violences sexuelles, lorsque deux députés sont intervenues pour questionner quelques élèves, ce qui agace la centrale syndicale qui prend la défense du directeur de l'établissement et décide de porter plainte pour abus de pouvoir contre les deux députés. Le 24 mars 2020, le député Mohamed Affes accuse à son tour des syndicalistes de l'UGTT de l'avoir agressé en marge d'une réunion sur la pandémie du coronavirus à l'administration régionale de santé de Sfax ; il porte plainte contre ses agresseurs.
En octobre 2020, l'un des députés élu sous l'étiquette du parti, Rached Khiari, publie un message justifiant la décapitation d'un professeur français lors de l'attentat de Conflans-Sainte-Honorine, pour avoir utilisé des caricatures de Mahomet dans l'un de ses cours. Le parquet antiterroriste tunisien ouvre une enquête,,,.
Une bagarre se déclenche à l'Assemblée des représentants du peuple en décembre 2020 après qu'un député de la Coalition de la dignité ait agressé physiquement un député du bloc démocrate. La violence verbale et physique des élus de ce groupe parlementaire ainsi que leur remise en cause virulente des droits des femmes est alors dénoncée par plusieurs partis politiques et syndicats.

## Résultats électoraux

### Élections législatives
| Année     | Voix                  | %                     | Rang                  | Sièges                | Gouvernements         |
| --------- | --------------------- | --------------------- | --------------------- | --------------------- | --------------------- |
| 2019      | 169 651               | 5,91                  | 5e                    | 21 / 217              | Opposition            |
| 2022-2023 | Boycott de l'élection | Boycott de l'élection | Boycott de l'élection | Boycott de l'élection | Boycott de l'élection |

### Élections présidentielles
| Année | Candidat              | Voix                  | %                     | Résultat              |                       |
| ----- | --------------------- | --------------------- | --------------------- | --------------------- | --------------------- |
| 2019  | Seifeddine Makhlouf   | 147 351               | 4,37                  | 8e                    |                       |
| 2024  | Boycott des élections | Boycott des élections | Boycott des élections | Boycott des élections | Boycott des élections |

## Représentation
Lors des élections législatives de 2019, le parti remporte 21 sièges à l'Assemblée des représentants du peuple :
- Seifeddine Makhlouf, élu dans la première circonscription de Tunis ;
- Yosri Daly, élu dans la deuxième circonscription de Tunis ;
- Abdellatif Aloui, élu dans la circonscription de l'Ariana ;
- Rached Khiari, élu dans la circonscription de la Manouba ;
- Halima Hammami, élue dans la circonscription de Ben Arous ;
- Mondher Attia, élu dans la première circonscription de Nabeul ;
- Naceur Boussin, élu dans la deuxième circonscription de Nabeul ;
- Miled Ben Dali, élu dans la circonscription de Sousse ;
- Ezzedine Ferjani, élu dans la circonscription de Mahdia ;
- Ridha Jaouadi, élu dans la première circonscription de Sfax ;
- Mohamed Affes, élu dans la première circonscription de Sfax ;
- Awatef Ftirich, élue dans la deuxième circonscription de Sfax ;
- Amin Missaoui, élu dans la circonscription de Sidi Bouzid ;
- Maher Zid, élu dans la circonscription de Kairouan ;
- Ahmed Mouha, élu dans la circonscription de Bizerte ;
- Fateh Khélifi, élu dans la circonscription de Tataouine ;
- Omar Ghribi, élu dans la première circonscription de la France ;
- Zied Hechmi, élu dans la deuxième circonscription de France ;
- Nidhal Saoudi, élu dans la circonscription de Jendouba ;
- Habib Ben Sidhom, élu dans la circonscription de Kébili ;
- Faker Chouikhi, élu dans la circonscription de Médenine.